# 丁烈云
丁烈云（1955年12月5日—），男，湖北洪湖人，中国土木与建筑工程管理专家。曾任华中科技大学校长，中共十七大代表。

## 生平
毕业于武汉工学院（今武汉理工大学）工民建专业，获学士学位。1981年加入中国共产党。1982年2月至1984年8月，他在武汉工学院建工系担任助教。1984年9月至1987年6月，武汉工学院管理工程专业在职硕士研究生。2000年3月至2002年12月，同济大学管理科学与工程专业在职博士研究生。1999年3月至2000年5月，任武汉城市建设学院党委书记、院长。2000年5月至2003年6月，任华中科技大学副校长（正厅级），2003年6月，担任华中师范大学党委书记。
2011年1月至2014年1月任东北大学校长。2014年至2018年担任华中科技大学校长。2015年12月当选为中国工程院工程管理学部院士。2018年2月24日，当选为第十三届全国人大代表。